# Károly Pap

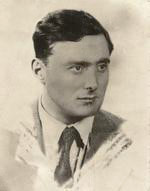
Károly Pap

Károly Pap [ˈkaːroj pɒp] (* 24. September 1897 in Sopron; † nach dem 31. Januar 1945 in Bergen-Belsen (unsicher)) war ein ungarischer Schriftsteller.

## Leben

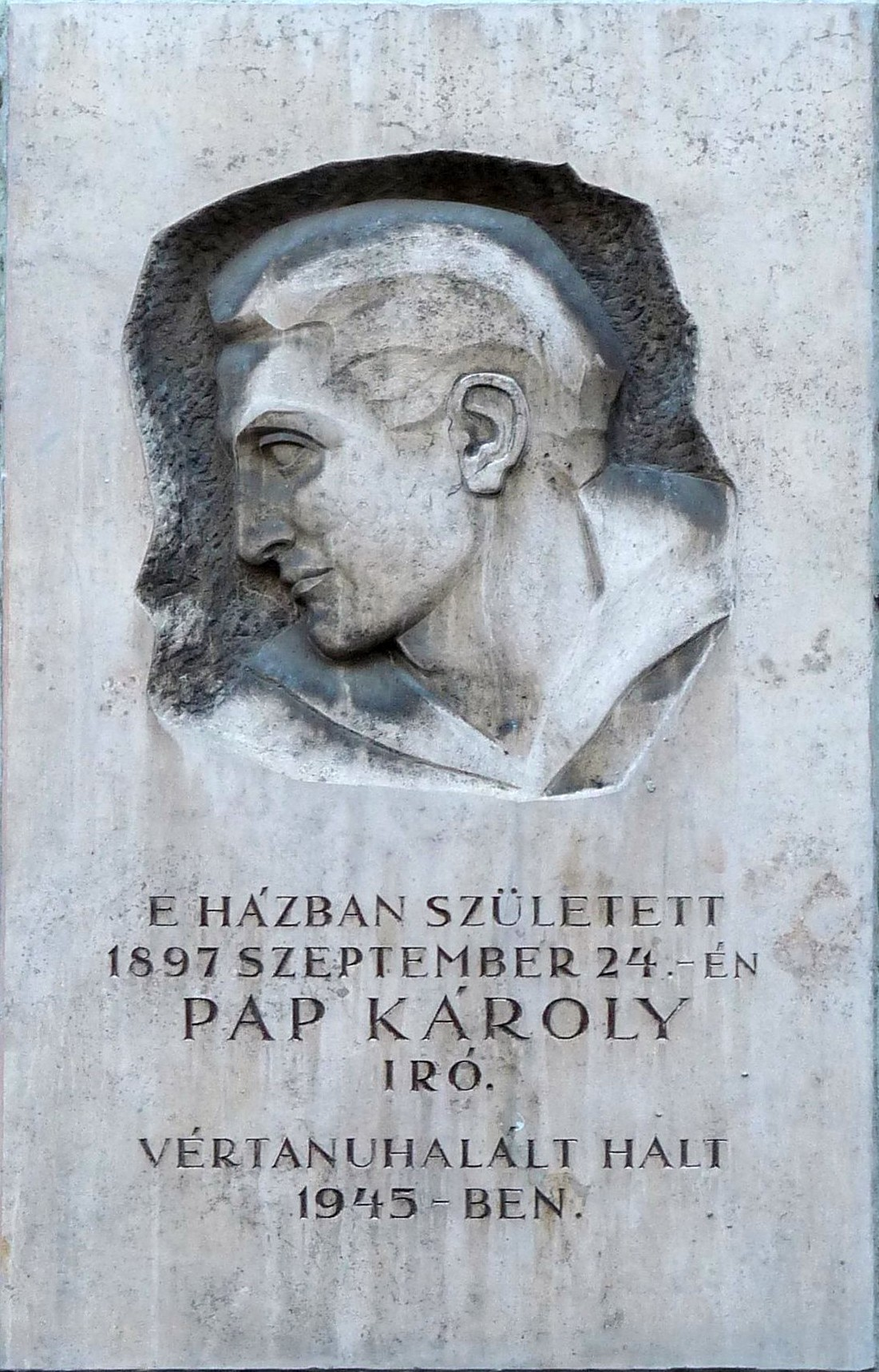
Gedenktafel in Sopron: „In diesem Haus wurde am 24. September 1897 der Schriftsteller Károly Pap geboren. Er starb 1945 den Märtyrertod.“

Károly Pap wurde 1897 in Sopron als dritter Sohn des konservativen Rabbiners Miksa Pollák (1868–1944) geboren. Bei Ausbruch des Ersten Weltkrieges meldete er sich nach dem Abitur freiwillig zum Kriegsdienst. Zur Zeit der Räterepublik Béla Kuns (1919) gehörte er der ungarischen „Roten Armee“ an und war deshalb 1920 bis 1921 kurzzeitig inhaftiert. Nach seiner Entlassung versuchte er sein Glück im Ausland (u. a. in Österreich). Wieder in Ungarn, lebte er von Gelegenheitsjobs; so arbeitete er unter anderem als Sargtischler und Schauspieler. Seine erste veröffentlichte Erzählung erschien 1923 in der Budapester Zeitung Pesti Napló. Mit weiteren Erzählungen errang Pap in den Folgejahren einen gewissen Bekanntheitsgrad in Ungarn, doch konnte er nicht von seinem Schreiben leben. Den Lebensunterhalt verdiente seine Frau, Hedvig Solymosi, die er 1927 geheiratet hatte. 1937 erschien sein erfolgreichster Roman Azarel. Während des Zweiten Weltkrieges wurden vom Nationalen ungarisch-jüdischen Bildungsverein (OMIKE) zwei von ihm verfasste Theaterstücke mit alttestamentlichen Themen in Budapest uraufgeführt. 1944 wurde Károly Pap nach Buchenwald deportiert und 1945 dort oder in Bergen-Belsen ermordet.

## Werk
Károly Paps erster zu seinen Lebzeiten veröffentlichter Roman Megszabadítottál a haláltól („Du hast mich vom Tode befreit“, 1932) projiziert Auseinandersetzungen im Judentum in die Zeit Jesu Christi zurück. In Die achte Station reflektiert Pap die Stellung des Künstlers und die Bedeutung der Kunst in der Gesellschaft.

### „Azarel“
In dem Roman „Azarel“ wird von der Kindheit des Sohnes eines fortschrittlichen Rabbiners, Gyuri Azarel, aus dessen Sicht erzählt. Von seinen Eltern schon vor der Geburt seinem strenggläubigen Großvater versprochen, verlebt Gyuri seine frühen Kinderjahre getrennt von seiner Familie bei dem alten Mann, der es sich vorgenommen hat, die Sünden seiner Kinder (dazu zählt für ihn auch das Reform-Rabbinertum von Gyuris Vater) durch ein besonders einfaches, entbehrungsreiches Leben zu büßen, und deshalb glaubt, auch an andere, ob Mensch oder Gott, die höchsten Ansprüche stellen zu dürfen. Nach dessen Tod muss Gyuri sich in die von Sparsamkeit, Vernunft, Bescheidenheit bestimmte prosaische Lebens- und Geisteswelt seiner Eltern und seiner beiden Geschwister einleben, doch ist er nicht willens, die konventionellen, gesellschaftlich sanktionierten Grenzen zwischen Fiktion und Realität zu respektieren. Die Krise wird erreicht, als Gyuri seine Zweifel an Gott laut werden lässt und, von seinem Vater verprügelt, seinen Eltern Verlogenheit und Egoismus vorwirft. Gyuri läuft weg und lebt einen Tag lang als Bettler, wird jedoch bei dem Versuch, seinen Vater in der Synagoge vor versammelter Gemeinde zu „entlarven“, ohnmächtig und liegt zwei Tage im Fieber. Bei seiner Genesung fordert sein Vater ihn auf, „alles als Krankheit“ anzusehen und zu vergessen. Aber der Konflikt mit der Doppelmoral der Umwelt ist nicht gelöst; Gyuri weiß, dass die anderen ihn eben nicht als Bettler so gut behandelt hätten wie nun als Rabbiner-Sohn. Der Roman endet mit den Versuchen Gyuris, die Geschehnisse literarisch zu verarbeiten.
Der Text ist geprägt von Rückgriffen auf Motive aus Volksmärchen und dem Tanach, die gleichsam typologisch auf Gyuris Leben übertragen werden.

## Werke
- Mikáél (1929)
- Megszabadítottál a haláltól („Du hast mich vom Tode befreit“, Roman) 1932
- A VIII. stáció (Roman) 1933, deutsch: Die achte Station. Aus dem Ungarischen von Dorothea Koriath. Berlin: Union Verlag 1988, ISBN 3-372-00107-9
- Zsidó sebek és bűnök („Jüdische Wunden und Sünden“, Essay) 1935
- Irgalom („Erbarmen“, Novellen) 1937
- Azarel (Roman) 1937, deutsch: Azarel. Aus dem Ungarischen von Friederika Schag. Union Verlag Berlin, 1970; Azarel.  Aus dem Ungarischen von Hans Skirecki. München 2004, ISBN 3-630-87157-7
- Betséba („Bathseba“, Drama) 1940
- Mózes („Moses“, Drama) 1944
- A szűziesség fátylai („Der Schleier der Jungfräulichkeit“, Novellen) 1945
- A hószobor („Die Schneefigur“, Novellen) 1954
- Szerencse („Glück“, Novellen) 1957
- B. városában történt („Es geschah in B.s Stadt“, Novellen) 1964